# Stygiomedusa gigantea
Stygiomedusa gigantea ist eine weltweit verbreitete und sehr große Art der Schirmquallen (Scyphozoa). Trotz ihrer Größe gibt es nur wenige aufgezeichnete Begegnungen. Es ist derzeit die einzige Art der damit monotypischen Gattung Stygiomedusa.

## Merkmale
Der flache, im Zentrum überhöhte Schirm der Meduse erreicht gewöhnlich einen Durchmesser bis etwa 0,5 bis 1 m, maximal ist ein Durchmesser von 1,4 m möglich. Die Farbe variiert von purpurrot bis tiefbraunrot. Die Oberfläche des Schirmes ist glatt, die Gallertmasse (Mesoglea) dick und fest. Die Art besitzt vier Fahnen (Mundarme), die eine Länge von über 6 m erreichen können. Der Magen misst etwa die Hälfte des Schirmdurchmessers; von ihm gehen 17 bis 18 radiale Kanäle aus. Außerdem ist ein Ringkanal vorhanden. Im Magen befinden sich zahlreiche Cirri, ca. 5 mm lang, die mit Nesselzellen versehen sind. Die Tiere wiegen bis über 90 kg. Eine exumbrellare Grube um den zentralen Teil des Schirms markiert ungefähr den Magen. Sie haben 20 einfache randliche Sinnesorgane (Rhopalia) und etwa 60 niedrige, rundliche, randliche Lappen. Randtentakel sind keine vorhanden. Der Mund ist kreuzförmig und zu einem kurzen Mundrohr ausgezogen.
Die interradial liegenden Gonadenporen haben einen Durchmesser von 1,5 cm. Die Art ist lebendgebärend (vivipar). Beim Holotyp wurde beobachtet, dass an jeder der vier Gonaden mehrere weißliche, ovoide Körper auf der Wand der Gonade aufsitzen. Sie variierten in der Größe von 1 × 0,5 cm bis zu 5 × 2,5 cm. Ein noch etwas größerer Körper von 7,5 × 5 cm enthielt eine sich entwickelnde, kleine Meduse. Voll entwickelte kleine Medusen kurz vor der Ablösung hatten einen Schirmdurchmesser von 10 cm. Keine der jungen bzw. sich entwickelnden Medusen wies randliche Tentakeln auf. Die Mundarme sind gut entwickelt, relativ breit und filamentös.

## Geographisches Vorkommen und Lebensraum
Trotz der Größe gibt es seit der Erstbeschreibung von 1910 nur wenige aufgezeichnete Begegnungen mit der Art, einschließlich der Fänge in Netzen wurden bis 2022 nur 126 Sichtungen vermerkt. Danach dürfte Stygiomedusa gigantea weit verbreitet sein. Bisher wurde sie im Nord- und Südatlantik, aber auch vor der amerikanischen Pazifikküste gefunden. 2022 gab es direkte Beobachtungen in den Küstengewässern der Antarktischen Halbinsel. Stygiomedusa gigantea wird als eine hauptsächlich in tiefen Gewässern (1000 bis 3000 Meter) vorkommende Art angesehen, im Südpolarmeer wurde sie jedoch auch in geringeren Tiefen von 0 bis 1000 Meter beobachtet.

## Lebensweise
Über die Lebensweise von Stygiomedusa gigantea ist relativ wenig bekannt. Nach Mageninhalten zu schließen, ernährt sich Stygiomedusa gigantea von Krustentieren (Crustacea), die Art Eryoneicus faxoni Bouvier, 1905 (Familie Polychelidae) wurde im Mageninhalt eines gefangenen Exemplars gefunden.
Vermutlich lebt Stygiomedusa gigantea in wärmeren Gewässern in Symbiose mit der Fischart Thalassobathia pelagica oder anderen Bartmännchen. Die Fische halten sich in der unmittelbaren Nähe des Schirms von Stygiomedusa gigantea auf und bekommen dadurch einen effektiven Schutz vor Räubern. Die Meduse profitiert durch das Entfernen von Parasiten und kann Fische fangen, die ihren Symbionten verfolgen. Thalassobathia pelagica kommt allerdings nicht in den Antarktischen Gewässern vor, in denen Stygiomedusa gigantea ebenfalls nachgewiesen wurde. Es wurde dort auch keine Verbindung mit anderen Fischarten beobachtet. Möglicherweise ist die Notwendigkeit einer Symbiose verringert, da Parasiten in kälteren Gewässern weniger verbreitet sind und langsamer wachsen.

## Systematik
Die Gattung Stygiomedusa wurde 1959 von Frederick Stratten Russell aufgestellt. Die Typusart war zu dieser Zeit Stygiomedusa fabulosa Russell, 1959. Nach neueren Untersuchungen sind Stygiomedusa fabulosa Russell 1959 und auch Stygiomedusa stauchi Repelin, 1967 jüngere Synonyme zu Stygiomedusa gigantea (Browne, 1910). Das Exemplar, das Browne zur Erstbeschreibung vorlag, war unvollständig. Er notierte deshalb „das es am besten sei, die große Meduse vorläufig der Gattung Diplulmaris zuzuordnen, da sie zu unvollständig ist, um einen neuen Gattungsnamen zu rechtfertigen“.